# Гауал
Гауал (на френски: Gaoual) е град в Северно-западна Гвинея, регион Боке. Административен център на префектура Гауал. Населението на града през 2014 година е 20 582 души.